# Nunzio Tamburrini
Nunziato Antonio Tamburrini, detto Nunzio (Roccaraso, 24 marzo 1828 – Porto Longone, 23 giugno 1874), è stato un brigante italiano.
Ha operato in Abruzzo tra il 1861 e il 1865. Esponente del movimento filoborbonico post-unitario, noto per la sua astuzia, fu responsabile di uno degli episodi più cruenti del brigantaggio abruzzese, l'eccidio di Lagovivo in cui persero la vita undici persone, e di una delle poche battaglie campali condotte da briganti, a Valle Sant'Angelo. La fotografia scattata al momento della sua cattura, che lo ritrae in manette con sguardo fiero rivolto verso l'obiettivo, è una delle più note dell'epopea brigantesca. È tuttora protagonista di leggende popolari diffuse nelle aree rurali appenniniche.

## Biografia

### Le origini e l'inizio dell'attività di brigantaggio
Pastore delle montagne della Marsica, in Abruzzo, nasce a Roccaraso, all'epoca parte del Regno delle Due Sicilie, da Luigi e Giovanna Valentini. Poco si conosce della sua infanzia e della prima giovinezza. Stupisce che, nonostante l'umilissima origine, sapesse leggere e scrivere e fosse dotato di una certa cultura, tanto da portare sempre con sé una borsa contenente “carta, penna e calamaio”. Dall'atto di morte risulta “ammogliato e con prole”.
Prime notizie certe sono la sua partecipazione ai moti filoborbonici scoppiati a Roccaraso nel settembre del 1860, immediatamente dopo l'annuncio dell'ingresso di Garibaldi a Napoli, capitale del Regno delle Due Sicilie. Gli insorti disarmano la neocostituita Guardia Nazionale, corpo volontario che aveva giurato fedeltà al nuovo regime liberale. La sommossa viene repressa dopo quattro giorni dall'intervento di truppe garibaldine. Tamburrini si dà alla macchia, nascondendo alcune delle armi sottratte. Ripara a Roma prendendo contatti con esponenti del movimento borbonico, esuli nella capitale pontificia al seguito di Francesco II.

### Il capobanda e il primo omicidio
Nella primavera del 1861 Tamburrini ripassa il confine verso l'Abruzzo ponendosi al comando di una prima banda di una decina di elementi, tra i quali il suo concittadino Croce Di Tola e alcuni soldati borbonici calabresi sbandati. Elegge a quartier generale il Bosco Paradiso in Comune di Rocca Pia (AQ), luogo all'epoca inaccessibile e dominante sulle montagne dell'Aquilano. Inizialmente il raggio d'azione della banda è piuttosto ristretto, interessando i circondari di Sulmona e Avezzano e alcuni boschi del Chietino. I reati si limitano al furto e all'uccisione di capi di bestiame e all'estorsione di non rilevanti somme di denaro, richieste con biglietti di ricatto. Con l'inverno la banda si trasferisce oltre gli Appennini, nel Lazio Pontificio. Quest'uso rimarrà una costante nelle azioni di Nunzio Tamburrini.
L'anno successivo la banda affina le proprie tecniche. Colpisce le vie di comunicazione, collabora con altri gruppi e ricorre a travestimenti. Secondo l'interrogatorio cui fu sottoposto il brigante Vincenzo Restucci, della banda Chiavone, Tamburrini e i suoi si sarebbero presentati a un incontro con quest'ultimo indossando divise della Guardia Nazionale. Ciò conferma le responsabilità della banda Tamburrini nel delitto Mattucci. Le divise erano infatti state sottratte a un negoziante di Atri, Antonio Mattucci, assalito nel pomeriggio del 23 maggio 1862 quando, di ritorno da Napoli, con un carico di divise, attraversava il Piano delle Cinquemiglia. Mattucci dopo essere stato derubato anche delle cavalcature, non viene lasciato andare, come d'uso, ma trascinato in un bosco vicino e ucciso. L'omicidio sarebbe stato un atto di ostilità politica in vista delle note opinioni liberali del Mattucci e del suo adoperarsi a servizio della Guardia Nazionale. Al termine dell'estate Tamburrini scioglie la banda e ripara a Roma, pare portando con sé l'enorme somma di trentamila ducati.

### Il ruolo nel movimento filoborbonico
“Dotato di intelligenza non comune e capacità di azione, oltre che di una propria cultura”, secondo le parole del suo principale biografo, a Roma Tamburrini, pur essendo un umile pastore, assume “un ruolo di prestigio tra gli elementi più famosi del movimento legittimista”. Ne sono prova l'interesse dei servizi segreti del giovane Regno d'Italia ai movimenti del brigante abruzzese. In uno dei rapporti inviati, Giuseppe Checchetelli, capo del Comitato Romano filo-italiano, lamentava la complice inerzia del governo pontificio e dei suoi alleati francesi che stava favorendo “afflusso di uomini alla banda di Tamburrini”.. Un altro allarmato rapporto, inviato dal console piemontese a Roma Francesco Teccio di Bayo al ministro degli esteri torinese Giuseppe Pasolini, riferisce che, a seguito di una perquisizione, le guardie pontificie nel gennaio 1863 hanno trovato indosso a Tamburrini la ragguardevole somma di ottomila ducati. Secondo le stesse dichiarazioni del brigante servivano alla causa borbonica. Peraltro i papalini lo avrebbero rilasciato a seguito della consegna di una parte del denaro, a titolo di vera e propria tangente. In ogni caso erano tutti segnali della costituzione di una delle più grosse bande legittimiste, pronta a sconfinare verso i monti d'Abruzzo.

### La battaglia di Valle Sant'Angelo

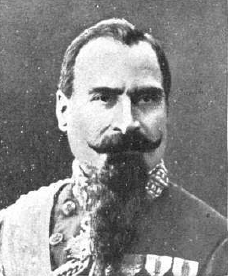
Il generale spagnolo Rafael Tristany, comandante delle milizie neoborboniche.

All'inizio del 1863 “particolare preoccupazione davano agli italiani i preparativi dei capibanda Tamburrini e Stramenga” i cui uomini erano stati passati in rassegna dal generale spagnolo filo borbonico Rafael Tristany. Agli ordini dei due capibanda entrarono in Abruzzo oltre 300 armati. Dopo un primo scontro in prossimità della frontiera con un battaglione del 60º Reggimento di Fanteria, le milizie neoborboniche occupano Fano Adriano, nel Teramano. Vengono infine sbaragliate il 2 maggio 1863 a Valle Sant'Angelo, ai piedi del Gran Sasso, in una delle rarissime battaglie campali nella storia del brigantaggio. Se Stramenga ripara subito in territorio pontificio, Nunzio Tamburrini riesce a eludere la fanteria italiana e resta in Abruzzo, dirigendosi verso le montagne dell'Alto Sangro con un pugno di fedelissimi.. La banda si mantiene estorcendo viveri ai pastori e inviando biglietti di ricatto a latifondisti e proprietari di armenti.
Questi pizzini denotano un certo humor nero del loro autore, non solo per l'uso di spedirli all'interno di buste listate a lutto, quanto per alcune singolari richieste. Si va da “dieci bottiglie di rum” a una “pezzotta di formaggio di marzo” e “dieci pacchetti di cavurro”, ovvero sigari di marca Cavour. Il loro autore va assumendo notorietà semileggendaria tra le popolazioni abruzzesi. Contribuiscono alla sua fama anche i travestimenti da frate o da suonatore ambulante con i quali si introduce nelle città. Una volta avrebbe avuto il coraggio di andare a vendere forbici e coltelli ad alcuni sottufficiali piemontesi. Un tentativo di estorsione è all'origine di uno degli episodi più gravi nella storia del brigantaggio abruzzese.

### L'eccidio di Lagovivo
Nel giugno 1863 Tamburrini spedisce tre diversi biglietti di ricatto a ciascuno dei fratelli Donato, Agostino ed Emilio Di Loreto, ricchi proprietari di bestiame residenti a Barrea con le ragguardevoli richieste, rispettivamente, di 1ire 16.900, 4.250, 8.500. I fratelli decidono di non cedere, su iniziativa di Emilio, che organizza un gruppo della Guardia Nazionale per dare la caccia al brigante. Ne hanno però sottostimato le forze, ignorando che a Tamburrini si sono uniti circa 15 elementi della banda del brigante Domenico Fuoco. Nel tardo pomeriggio del 21 giugno 1863 le Guardie Nazionali capeggiate da Emilio Di Loreto (Matteo Di Loreto, Domenico e Donato Antonucci, Marcello Guaiani e Loreto De Vito) raggiungono uno stazio di pastori a Lago Vivo, a 1600 metri d'altezza, e vi si acquartierano per la notte. Contano di sorprendere Tamburrini, che avrebbe dovuto passare di lì per raggiungere il luogo dove riscuotere il riscatto. In realtà il capobanda ha intuito qualcosa e invia alcuni uomini in avanscoperta.
Alle Guardie Nazionali si uniscono alcuni pastori che si trovavano già nel luogo, in un'altra baracca rispetto al gruppo guidato da Di Loreto. Sono forse proprio loro ad aprire per primi il fuoco, il mattino del 22 giugno, sugli esploratori di Tamburrini, uccidendone uno. Tamburrini reagisce ordinando ai suoi di dividersi. Il gruppo più consistente impegna con un fuoco di copertura gli avversari. Gli altri scalano la parte posteriore di uno sperone alla cui base si trova la baracca dei militi della Guardia Nazionale. Giunti alla sommità, i briganti bersagliano la baracca con grossi massi. Una volta sfondato il tetto, i sei militi sono costretti a tentare la fuga allo scoperto, divenendo un facile bersaglio. A quel punto anche l'altra capanna, dove sono acquartierati i pastori, viene circondata. Tamburrini promette loro la vita in cambio della resa, intimandogli di gettare le armi e uscire uno per volta. Quando i pastori obbediscono, però, Tamburrini non mantiene la parola. Quattro vengono trucidati, portando quindi a dieci l'ammontare delle vittime della strage, oltre al brigante caduto. Viene lasciato libero solo il pastore più giovane, affinché riferisca quanto avvenuto, per diffondere il terrore tra i proprietari di armenti. Davanti ai suoi occhi terrorizzati, Tamburrini avrebbe personalmente evirato l'agonizzante Emilio Di Loreto, ispiratore del tentativo di cattura del brigante. Il capobanda avrebbe definito “classe di traditori” le Guardie Nazionali e i pastori in quanto sudditi napoletani che si erano schierati con i piemontesi..

### La cattura e la morte

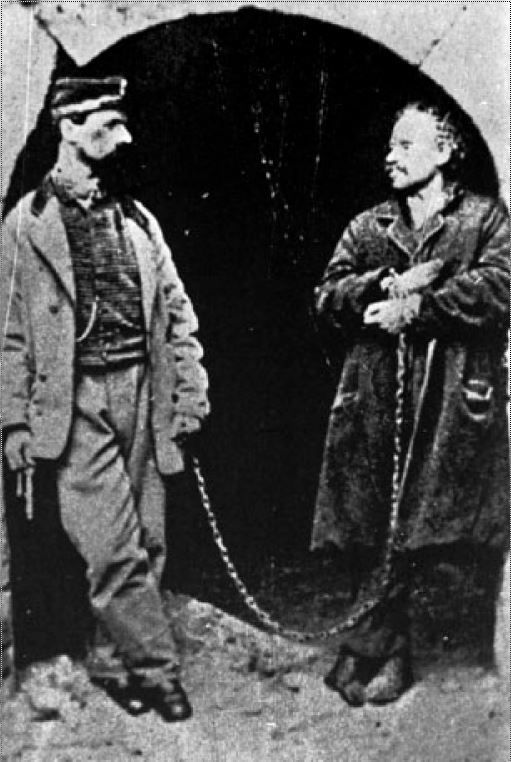
Nunzio Tamburrini in catene nel carcere di Civitavecchia

La strage suscita enorme sdegno nell'opinione pubblica nazionale. Il 19 giugno 1864 una deliberazione della Provincia dell’Aquila definisce Tamburrini il peggior capobanda che infesti l'Abruzzo, insieme a Primiano Marcucci, ponendo sulla testa di entrambi la taglia di 4.250 lire. Un “documento di riconoscimento”, sorta di identikit ante litteram, viene redatto a firma dell'assessore di Roccaraso Oreste Angelone e trasmesso a tutte le Prefetture. Un tentativo di cattura, condotto con un infinito inseguimento in alta montagna, fallisce e costa la vita ad un Carabiniere di nome Grin, caduto in una sparatoria. Nel frattempo le sorti del movimento neoborbonico appaiono ormai segnate. Tamburrini, eclissatosi per lunghi mesi probabilmente nella Campagna Romana, ricompare a Civitavecchia. Presumibilmente la sua intenzione è di imbarcarsi verso Barcellona o verso le Americhe, come stanno facendo altri briganti ed esponenti filo-borbonici. Ma nemmeno lo Stato Pontificio, però, può più tollerare la presenza di un massacratore. Nel gennaio 1865 viene arrestato dai francesi sul molo della città portuale. Detenuto nel carcere di Civitavecchia, Tamburrini “contava su un appoggio della Chiesa”, sperando che ne favorisse la fuga. Invece, dopo lunghi tentennamenti, alla fine dell'estate viene estradato nel Regno d’Italia. Durante la detenzione viene ritratto in due fotografie divenute iconiche dell'epopea brigantesca. Un processo a suo carico viene aperto l'11 settembre 1865 con 23 capi d'imputazione dalla Corte d’Assise dell'Aquila..22 Trasferito a Teramo, il procedimento si concluderà solo tre anni dopo, nel 1868, con la condanna a morte. Il 21 gennaio 1869, con Regio Decreto emesso su richiesta dello stesso ministro della giustizia Gennaro De Filippo, la sentenza viene commutata nei “lavori forzati a vita”. La condanna viene scontata nel penitenziario di Porto Longone, attuale Porto Azzurro, sull'isola d'Elba dove Tamburrini muore nel 1874, all'età di 46 anni.